# Nemenikuće
Nemenikuće (izvirno srbsko Неменикуће) je naselje v Srbiji, ki upravno spada pod Mestno občino Sopot; slednja pa je del Mesta Beograd.

## Demografija
V naselju živi 1641 polnoletnih prebivalcev, pri čemer je njihova povprečna starost 40,7 let (39,0 pri moških in 42,5 pri ženskah). Naselje ima 614 gospodinjstev, pri čemer je povprečno število članov na gospodinjstvo 3,35.
To naselje je v glavnem srbsko (glede na popis iz leta 2002).
|  |

| Demografija | Demografija     | Demografija     |
| Leto        | Št. prebivalcev | Št. prebivalcev |
| ----------- | --------------- | --------------- |
|             |                 |                 |
|             |                 |                 |
|             |                 |                 |
|             |                 |                 |
| 1948        | 2414            |                 |
| 1953        | 2464            |                 |
| 1961        | 2400            |                 |
| 1971        | 2161            |                 |
| 1981        | 1999            |                 |
| 1991        | 1933            | 1904            |
| 2002        | 2088            | 2058            |
|             |                 |                 |

| Etnična sestava po popisu iz leta 2002 | Etnična sestava po popisu iz leta 2002 | Etnična sestava po popisu iz leta 2002 | Etnična sestava po popisu iz leta 2002 | Etnična sestava po popisu iz leta 2002 |
| -------------------------------------- | -------------------------------------- | -------------------------------------- | -------------------------------------- | -------------------------------------- |
| Srbi                                   | Srbi                                   |                                        | 2.025                                  | 98,39%                                 |
| Makedonci                              | Makedonci                              |                                        | 4                                      | 0,19%                                  |
| Jugoslovani                            | Jugoslovani                            |                                        | 4                                      | 0,19%                                  |
| Rusi                                   | Rusi                                   |                                        | 3                                      | 0,14%                                  |
| Črnogorci                              | Črnogorci                              |                                        | 2                                      | 0,09%                                  |
| Hrvati                                 | Hrvati                                 |                                        | 1                                      | 0,04%                                  |
| Ukrajinci                              | Ukrajinci                              |                                        | 1                                      | 0,04%                                  |
| Slovenci                               | Slovenci                               |                                        | 1                                      | 0,04%                                  |
| Slovaki                                | Slovaki                                |                                        | 1                                      | 0,04%                                  |
| Neznano                                | Neznano                                |                                        | 11                                     | 0,53%                                  |